# 리 시다
리 시다(중국어: 李時達, 영어: Shida Li, GitHub: licat)는 캐나다 토론토 기반의 엔지니어이자 Obsidian의 공동 창업자 겸 최고기술책임자(CTO)이다.

## 생애
리 시다는 중국계 캐나다인으로, 워털루 대학교에서 소프트웨어 공학을 전공하였다. 대학 재학 중 그는 웹 개발과 백엔드 인프라 관련 프로젝트에 지속적으로 참여하였으며, 동료 개발자인 에리카 쉬와의 협업을 통해 2015년 소프트웨어 스타트업을 공동으로 설립하였다. 이 회사는 Dynalist Inc.라는 이름으로 법인화되었으며, 본사는 캐나다 온타리오 주의 오크빌에 위치하였다. Dynalist Inc.는 텍스트 기반의 아웃라이너 메모 애플리케이션인 Dynalist를 개발 및 배포하였다. 리 시다는 이 시기에 서버 사이드 아키텍처 설계, 데이터베이스 구성, 사용자 인증 및 파일 저장 시스템 등 백엔드 전반을 담당하였다.
Dynalist는 2015년 중반부터 웹 애플리케이션 형태로 일반 사용자에게 공개되었으며, 계층형 구조의 노트 정리 기능을 중심으로 지속적으로 기능이 확장되었다. Dynalist의 개발 초기부터 그는 사용자 포럼에서 사용자의 버그 리포트 및 요청 사항을 수집하고, 코드 수준에서 직접 수정 및 반영하는 작업을 반복하였다. 이 과정에서 그는 클라이언트-서버 간 데이터 동기화 방식의 개선, 오프라인 접근 기능의 실험적 도입, 전역 단축키 및 검색 알고리즘의 구조화 등에 지속적으로 관여하였다. Dynalist는 2020년경부터 개발 속도가 점차 늦춰졌으며, 회사 차원에서 새로운 프로젝트로의 전환이 시작되었다.
2020년 3월경, 캐나다 전역에서 코로나19로 인한 봉쇄 조치가 시행되는 시점에 그는 에리카 쉬와 함께 새로운 데스크톱 애플리케이션의 개발을 시작하였다. 이 프로젝트는 처음에는 개인적 지식관리용 소프트웨어를 목표로 출발했으며, 2020년 3월 30일, Windows와 macOS 환경에서 동작하는 초기 베타 버전이 'Obsidian'이라는 명칭으로 공개되었다. 이 버전은 마크다운 형식의 로컬 파일을 기반으로 하여 작동하며, 내부 링크, 백링크, 그래프 뷰 등의 기능이 기본적으로 탑재되어 있었다. 리 시다는 이 프로젝트에서 사용자 인터페이스를 제외한 핵심 아키텍처, 파일 입출력 시스템, 플러그인 API 설계, 설정 저장 방식, 폴더 기반 구조, 데이터 보존 및 버전관리 기능 등을 개발하였다.
2020년 5월, 옵디시언은 사전 초대 기반의 비공개 베타 단계를 종료하고 누구나 다운로드할 수 있는 공개 베타 단계로 전환되었다. 같은 해 하반기에는 커뮤니티 중심의 플러그인 마켓 시스템을 도입하였으며, 그는 이때부터 TypeScript 기반의 플러그인 프레임워크를 직접 설계하고, 문서화 작업과 함께 예제 코드 제공, 보안 정책 설정, 플러그인 승인 프로세스 관리 등의 역할을 수행하였다. 이후 2021년에는 모바일 플랫폼(iOS, Android)용 옵디시언 애플리케이션의 개발이 병행되었으며, 이 과정에서도 그는 Electron 기반의 데스크톱 코드와 Capacitor 기반의 모바일 코드 간 구조 차이를 통합 관리하였다. 또한, 사용자의 로컬 장치 간 파일 동기화를 위한 Obsidian Sync 기능의 구현도 그의 책임 하에 이루어졌다.
2022년 10월 13일, 옵디시언은 정식 버전 1.0.0을 출시하였다. 이 버전부터는 각 기능별 플러그인을 모듈 단위로 분리하여 필요한 기능만 사용자 선택에 따라 활성화할 수 있도록 구성하였다. 같은 해 12월 20일에는 Canvas 플러그인이 포함된 버전 1.1이 출시되었으며, 이 기능은 마크다운 문서를 시각적 카드 형태로 배치할 수 있는 보드형 레이아웃을 지원한다. 그는 이 시기부터 옵디시언 내부의 코어 플러그인 구조를 다시 정비하였고, Canvas, 그래프 뷰, Tag Pane, Daily Notes 등의 핵심 기능들을 플러그인으로 분리 구현하였다.
2023년 2월에는 Obsidian 프로젝트에 kepano라는 필명으로 활동하던 Steph Ango가 최고경영자(CEO)로 합류하였고, 이 시점을 기점으로 리 시다는 기술 전반에 대한 최고책임자(CTO)로서의 역할에 더욱 집중하게 되었다. 그는 사용자의 요청에 따라 옵디시언에 PDF 보기 기능, WYSIWYG 편집기, 워드카운트 및 메타데이터 필터링 등 기능을 구현하거나 검토하였다. 또한, 국제 커뮤니티에서 제안한 로컬라이징 시스템, 커스텀 단축키 설정 시스템, 스킨 및 CSS 모듈 기반 테마 적용 방식도 그의 코드 베이스 내에서 처리되었다.
2024년 옵디시언은 공식 웹사이트에서 데스크톱 및 모바일 버전을 모두 제공하고 있었으며, GitHub상 플러그인 마켓에는 1,000개 이상의 서드파티 플러그인이 등록되어 있었다. 그는 “licat”이라는 아이디로 옵디시언 공식 GitHub 저장소의 관리자 권한을 유지하고 있으며, 주요 릴리즈마다 커밋 로그를 통해 코드 변경 내역을 공개하고 있다. 회사 측은 외부 투자 없이 사용자의 유료 구독을 통해 수익을 확보하고 있으며, 리 시다는 여전히 토론토 지역에서 원격 기반으로 옵디시언 프로젝트를 관리하고 있다.